# Noventa di Piave
Noventa di Piave ist eine Gemeinde in der Metropolitanstadt Venedig in der Region Venetien mit 6970 Einwohnern (Stand 31. Dezember 2023).

## Geschichte
Noventa entstand im 5. Jahrhundert v. Chr. in einem unterschiedlichen landschaftlichen Gebiet. Zu dieser Zeit gab es dort noch eine Lagune. Noventa hatte damals viel Holz und Fisch. Diese Güter wurden über den Piave verschifft, der in Noventa schiffbar wurde. Danach verlor Noventa die Bedeutung. 1806 wurde sie ein Teil der Gemeinde Motta di Livenza.
Ab 1866 war Noventa wieder eine eigenständige Gemeinde.

## Verkehr
Heute führt an Noventa die Autobahn A4 vorbei mit einer Abfahrt.